# 愛與欲望之學園
《愛與欲望之學園》是日本一部耽美BL的作品，原作者為梅沢はな。
目前有改編成廣播劇及電子遊戲。

## 故事簡介
伊恩是一個因家庭困苦而打算賣身的孩子，因此進入心花朵朵開學園就讀AV科，而園長淺蔥不知為何指明要專門負責指導他的sex實技。雖然校園里有不可戀愛及除了上課外不可有sex的規定，但他們仍暗地里對彼此有好感。最后，園長決定為了伊恩，把他退學，要他當自己的秘書把他留在自己身邊一輩子。

## 背景介紹
私立心花朵朵開學園  男子校  2XOX年創校
全國唯一培養將來以性工作為職業的教育機構，採全體住宿制。
合格率...97.7%
就職率...100%
學科
１．AV科
２．牛郎科
３．寵物養成科
４．變態科

## 登場角色
淺蔥高司
私立心花朵朵開學園園長，是個能夠掌握全學園的謎樣人物。
曾破例擔任櫻澤伊恩的「SEX實技」指導老師。
身為學園之首仍違反校規，與伊恩彼此互相喜歡，為了將伊恩留在身邊所以讓他退學。
櫻澤伊恩
曾是AV科一年級生，退學後現為園長秘書兼愛侶。
個性堅強，認真負責，根據多數人看法，是個很漂亮的男人。
兩國一位
心花朵朵開學園保健醫，與淺蔥認識二十年。
擁有博士頭銜的科學家，為現代科學、醫學、藥學及心理學奠定新的基盤。
澤田喜緒
心花朵朵開學園學生會長。
曾暗戀兩國醫生，為了爭取醫生做他的「SEX實技」指導老師，努力拼上學生會長的位置。
現在是兩國醫生的助手及愛人。
名神英姿
原牛郎科學生。
學生時代便暗戀同宿舍的遊水，卻礙於校規，畢業後將遊水買下來，終成眷屬。
中牧遊水
原寵物床伴科學生。
被最愛的名神買下來後，每天過著照顧名神的甜蜜生活。
因「運動過度」而出現這年齡不會有的生長痛，突然成熟、長高許多
櫂  國友
原牛郎科帝王，長的很像高原夕的舊情人古屋。
畢業後曾返回學園擔任牛郎科及「SEX實技」的臨時老師。
幾經周折後與高原夕成為一對情人。目前是上流社會的高級牛郎。
高原  夕
原AV科學生，當初是被舊情人古屋賣到學園的。
畢業後擔任心花朵朵開學園牛郎科「繩師」，與櫂再度邂逅。
目前是櫂的經紀人兼情人。
海老原無我
金華城學園學生會長，父親是外務大臣海老原正二。
偶然在飯店救過渾身是傷的小夜。
曾與小夜有著性交易關係但其實兩人互有感情。
後來包下小夜十年，但要先等畢業。
夜  京儀
變態科學生，通稱小夜，很看重錢。
一次接客被弄得渾身是傷，在伊恩與淺蔥安排下到金華城學園，名為做交流，實為讓他休養。
曾與無我有著性交易關係但其實兩人互有感情。
最後終於與無我確認彼此感情。
六波羅義
變態科的學生，是變態科「教授」。
同寢的小葉是他的最新「供品」也是初戀對象。
夢想與小葉「婚後」能「合為一體」。
右眼失明,是在遊戲時造成的(騙小葉說是父親施暴)
是大財閥的兒子,因興趣入學,現為教授
片山葉流
牛郎科學生，通稱小葉。
脖子上掛了數條項鍊,相當時髦
完全是為了金錢而入學
思想單純,被六波羅義騙過
夢想是以NO.1的成績畢業
因為是中途入學，所以在園長安排下，由義來照顧。
是義歷任「供品」中任期最久的。
威爾斯·A·凱爾
牛郎科NO.2，待在李家的牛郎。
預計畢業後會待在李身邊。
李  隆基
香港最大財閥"長司組"入室弟子，DWC社長,看不順眼心花朵朵開學園的一切。
曾喜歡伊恩，為了得到他不惜一切，在學園造成騷動。
目前與凱爾遠距離戀愛中。

## 廣播劇
發售日：2005年4月28日
作者：梅沢はな
CV
飛田展男(淺蔥高司) × 岸尾大輔(桜沢イオン
一條和矢(兩國一位) x 鳥海浩輔(澤田喜緒)
伊藤健太郎(名神英姿) × 市來光弘(中牧遊水)
子安武人(櫂國友) × 福山潤(高原夕)
杉田智和(六波羅ギイ) x 吉野裕行(片山葉流)
遊佐浩二(李隆基) x 濱田賢二(凱爾)
遊佐浩二(解說員＆トッペ君)
簡介：
私立FULL BLOOM學園成立了AV科、寵物科、牛郎科、變態科等學科，是專門傳授性技巧的男子學校！而選修AV科的伊恩，不知為何總是受到淺蔥園長青睞，直接教授做愛的技巧…!?

## 遊戲
愛與欲望之學園~華麗之夜的舞會( 愛と欲望は学園で~華麗なる夜の舞踏会 )
官方網站
https://web.archive.org/web/20100209154815/http://www.will-game.com/amanatto/parfait/products/ap01/index.html
故事開頭
學期結束前，園長多派給了學生們一個課題，完成後要交報告，而兩星期後有化裝舞會...
配音員
淺蔥高司：飛田展男
櫻澤伊恩：岸尾大輔
兩國一位：一條和矢
澤田喜緒：鳥海浩輔
名神英姿：伊藤健太郎
中牧遊水：市來光弘
市之瀨夏秋(かしゅう)：川原慶久
市之瀨夏秋(なつき)：平川大輔
長坂薙：大里雅史
三森槐樹：萩道彥